# Цезій Басс
Цезій Басс (? — 79) — давньоримський ліричний поет часів імператора Нерона та імператорів з династії Флавіїв.

## Життєпис
Походив з роду Цезіїв. Про нього мало відомостей. Був другом іншого відомого поета Авла Персія. Про лірику Цезія Басса дуже добре відгукувався Квінтіліан. Втім, з творчості Басса збереглися лише уривки. Він загинув при виверженні вулкана Везувій у 79 році.

## Твори
- Fragmenta carminum
- Liber de metris
- [Bassus] De metris Horatii
- [Bassus] Breviatio pedum